# Billboard Music Awards 2016
Předávání cen Billboard Music Awards 2016 se konalo 22. května 2016 v T-Mobile aréně v Las Vegas. Ceremoniál byl vysílán stanicí ABC. Moderování se ujali Ludacris a Ciara.
Nominace byly oznámeny 11. dubna 2016. The Weeked získal nejvíce nominací a to 20. Britney Spears obdržela ocenění Billboard Millennium. Celine Dion získala ocenění Billboard Icon.

## Moderátoři a vystupující

### Moderátoři
- Ludacris
- Ciara

### Vystupující
- Britney Spears – „Work Bitch“, „Womanizer“, „I Love Rock 'n' Roll“, „I'm a Slave 4 U“, „Touch of My Hand“ a „Toxic“
- Shawn Mendes – „Stitches“
- Fifth Harmony a Ty Dolla Sign – „Work from Home“
- Meghan Trainor – „No“
- Justin Bieber – „Company“ a „Sorry“
- Pink – „Just Like Fire“
- Nick Jonas a Tove Lo – „Close“
- Demi Lovato – „Cool for the Summer“
- Lukas Graham – „7 Years“
- Blake Shelton a Gwen Stefani – „Go Ahead and Break My Heart“
- DNCE – „Cake by the Ocean“
- Kesha a Ben Folds – „It Ain't Me, Baby“
- Rihanna – „Love on the Brain“
- Celine Dion a Lindsey Stirling – „The Show Must Go On“
- Troye Sivan – „Youth“
- The Go−Go's – „We Got the Beat“
- Ariana Grande – „Dangerous Woman“ a „Into You“
- Madonna a Stevie Wonder – „Nothing Compares 2 U“ a „Purple Rain“

## Nominace a ocenění

### Nejlepší umělec
- Adele
  - Taylor Swift
  - Drake
  - Justin Bieber
  - The Weeknd

### Objev roku
- Fetty Wap
  - Omi
  - Charlie Puth
  - Silentó
  - Bryson Tiller

### Nejlepší zpěvák
- Justin Bieber
  - Drake
  - Ed Sheeran
  - Fetty Wap
  - The Weeknd

### Nejlepší zpěvačka
- Adele
  - Selena Gomez
  - Ariana Grande
  - Rihanna
  - Taylor Swift

### Nejlepší duo/skupina
- One Direction
  - 5 Seconds Of Summer
  - The Rolling Stones
  - Twenty One Pilots
  - Maroon 5

### Nejlepší koncertní turné
- Taylor Swift
  - Madonna
  - One Direction
  - The Rolling Stones
  - U2

### Nejlepší umělec z Billboard 200
- Adele
  - Justin Bieber
  - Taylor Swift
  - The Weeknd
  - Drake

### Nejlepší album z Billboard 200
- 25 – Adele
  - Purpose – Justin Bieber
  - 1981 – Taylor Swift
  - x – Ed Sheeran
  - Beauty Behind the Madness – The Weeknd

### Nejlepší umělec z Hot 100
- The Weeknd
  - Justin Bieber
  - Drake
  - Taylor Swift
  - Fetty Wap

### Nejlepší písnička z Hot 100
- „See You Again“ – Wiz Khalifa featuring Charlie Puth
  - „Hello“ – Adele
  - „Trap Queen“ – Fetty Wap
  - „Can't Feel My Face“ – The Weeknd
  - „The Hills“ – The Weeknd

### Nejlepší rádiový umělec
- The Weeknd
  - Justin Bieber
  - Ellie Goulding
  - Ed Sheeran
  - Taylor Swift

### Nejlepší rádiová písnička
- „Shut Up and Dance“ – Walk the Moon
  - „Hello“ – Adele
  - „See You Again“ – Wiz Khalifa featuring Charlie Puth
  - „Uptown Funk“ – Mark Ronson featuring Bruno Mars
  - „Can't Feel My Face“ – The Weeknd

### Nejlepší umělec na sociálních sítích
- Justin Bieber
  - Demi Lovato
  - Selena Gomez
  - Ariana Grande
  - Taylor Swift

### Nejlepší streamovaný umělec
- The Weeknd
  - Justin Bieber
  - Drake
  - Fetty Wap
  - Silentó

### Nejlepší streamovaná písnička (audio)
- „The Hills“ – The Weeknd
  - „Sorry“ – Justin Bieber
  - „What Do You Mean?“ – Justin Bieber
  - „Hotline Bling“ – Drake
  - „Trap Queen“ – Fetty Wap

### Nejlepší streamovaná písnička (video)
- „Watch Me (Whip/Nae Nae) – Silentó
  - „Trap Queen“ – Fetty Wap
  - „See You Again“ – Wiz Khalifa featuring Charlie Puth
  - „Uptown Funk“ – Mark Ronson featuring Bruno Mars
  - „The Hills“ – The Weeknd

### Nejlepší křesťanský umělec
- Hillsong United
  - Casting Crowns
  - Lauren Daigle
  - MercyMe
  - Chris Tomlin

### Nejlepší křesťanská písnička
- „Oceans (Where Feet May Fail)“ – Hillsong United
  - „Touch the Sky“ – Hillsong United
  - „Flawless“ – MercyMe
  - „Brother“ – NEEDTOBREATHE featuring Gavin DeGraw
  - „Good Good Father“ – Chris Tomlin

### Nejlepší křesťanské album
- How Can It Be – Lauren Daigle
  - Empires – Hillsong United
  - Hymns That Are Important to Us – Joey + Rory
  - This Is Not a Test – TobyMac
  - Adore: Christmas Songs of Worship – Chris Tomlin

### Nejlepší gospelový umělec
- Kirk Franklin
  - Anthony Brown and group therAPy
  - Tasha Cobbs
  - Travis Greene
  - Marvin Saap

### Nejlepší gospelová písnička
- „Wanna Be Happy“ – Kirk Franklin
  - „Worth“ – Anthony Brown and group therAPy
  - „I Luh God“ – Erica Campbell featuring Big Shizz
  - „Intentional“ – Travis Greene
  - „Worth Fighting For“ – Brian Courtney Wilson

### Nejlepší gospelové album
- Losing My Religion – Kirk Franklin
  - Eveyday Jesus – Anthony Brown and group therAPy
  - One Place Live – Tasha Cobbs
  - Life Music: Stage Two – Jonathan McReynolds
  - You Shall Live – Marvin Saap

### Nejlepší country umělec
- Luke Bryan
  - Sam Hunt
  - Chris Stapleton
  - Carrie Underwood
  - Zac Brown Band

### Nejlepší country písnička
- „Die a Happy Man“ – Thomas Rhett
  - „Take Your Time“ – Sam Hunt
  - „Break Up in a Small Town“ – Sam Hunt
  - „Girl Crush“ – Little Big Town
  - „I'm Comin' Over“ – Chris Young

### Nejlepší country album
- Traveller – Chris Stapleton
  - Kill the Lights – Luke Bryan
  - Montevallo – Sam Hunt
  - Storyteller – Carrie Underwood
  - Jekyll + Hyde – Zac Brown Band

### Nejlepší taneční/elektro umělec
- David Guetta
  - The Chainsmokers
  - DJ Snake
  - Major Lazer
  - Zedd

### Nejlepší taneční/elektro písnička
- „Lean On“ – Major Lazer & DJ Snake featuring MØ
  - „Roses“ – The Chainsmokers featuring Rozes
  - „You Know You Like It“ – DJ Snake a AlunaGeorge
  - „Hey Mama“ – David Guetta featuring Nicki Minaj, Bebe Rexha a Afrojack
  - „Where Are Ü Now“ – Jack Ü a Justin Bieber

### Nejlepší taneční/elektro album
- True Colors – Zedd
  - Listen – David Guetta
  - Peace Is the Mission – Major Lazer
  - In Return – ODESZA
  - Skrillex and Diplo Presents Jack Ü – Jack Ü

### Nejlepší latinský umělec
- Romeo Santos
  - Banda Sinaloense MS De Sergio Lizárraga
  - Juan Gabriel
  - Nicky Jam
  - Ariel Camacho y Los Plebes del Rancho

### Nejlepší latinská písnička
- „El Pardón“ – Nicky Jam a Enrique Iglesias
  - „Ginza“ – J Balvin 
  - „Propuesta Indecente“ – Romeo Santos
  - „Te Metiste“ – Ariel Camacho y Los Plebes del Rancho
  - „Borró Cassette“ – Maluma

### Nejlepší latinské album
- Los Dúo – Juan Gabriel
  - Formula, Vol. 2 – Romeo Santos
  - Mis Númore 1 ...40 Aniversario – Juan Gabriel
  - Cama Incendiada – Maná
  - Hoy Más Fuerte – Gerardo Ortíz

### Nejlepší R&B umělec
- The Weeknd
  - Chris Brown
  - Jeremih
  - Rihanna
  - Bryson Tiller

### Nejlepší R&B písnička
- „The Hills“ – The Weeknd
  - „Here“ – Alessia Cara
  - „Post to Be“ – Omarion featuring Chris Brown a Jhené Aiko
  - „Can't Feel My Face“ – The Weeknd
  - „Earned It“ – The Weeknd

### Nejlepší R&B album
- Beauty Behind The Madness – The Weeknd
  - Royalty – Chris Brown
  - Anti – Rihanna
  - T R A P S O U L – Bryson Tiller
  - Black Rose – Tyrese

### Nejlepší rapový umělec
- Drake
  - Fetty Wap
  - Future
  - Wiz Khalifa
  - Silentó

### Nejlepší raperská písnička
- „See You Again“ – Wiz Khalifa featuring Charlie Puth
  - „Hotline Bling“ – Drake
  - „Trap Queen“ – Fetty Wap
  - „679“ – Fetty Wap featuring Remy Boyz
  - „Watch Me (Whip/Nae Nae) – Silentó

### Nejlepší raperské album
- Dreams Worth More Than Money – Meek Mill
  - If You're Reading This It's Too Late – Drake
  - What a Time to Be Alive – Drake & Future
  - Compton – Dr. Dre
  - To Pimp a Butterfly – Kendrick Lamar

### Nejlepší rockový umělec
- Twenty One Pilots
  - Fall Out Boy
  - Elle King
  - Walk the Moon
  - X Ambassadors

### Nejlepší rocková písnička
- „Shut Up and Dance“ – Walk the Moon
  - „Uma Thurman“ – Fall Out Boy
  - „Ex's & Oh's“ – Elle King
  - „Stressed Out“ – Twenty One Pilots
  - „Renegades“ – X Ambassadors

### Nejlepší rockové album
- Blurryface – Twenty One Pilots
  - Sound & Color – Albama Shakes
  - Blackstar – David Bowie
  - A Head Full of Dreams – Coldplay
  - Wilder Mind – Mumford & Sons

### Nejlepší soundtrackové album
- Ladíme 2
  - Empire: Original Soundtrack from Season 1 
  - 50 Shades of Grey: Original Motion Picture Soundtrack
  - Rychle a zběsile 7 
  - Guardians of the Galaxy: Awesome Mix Vol. 1

### Billboard Chart-Achievement Award (fanouškovská anketa)
- Rihanna
  - Adele
  - Drake
  - Little Big Town
  - The Weeknd

### Icon Award
- Celine Dion

### Millenium Award
- Britney Spears